# Johan Ludvig Ebeling
Johan Ludvig Ebeling, född 3 maj 1799, var en svensk flöjtist.

## Biografi
Johan Ludvig Ebeling föddes 3 maj 1799. Han blev 1 juli 1820  anställd som flöjtist vid Kungliga Hovkapellet. Ebeling gifte sig 10 juni 1821 med Aurora Olivia Björkman. Han slutade sin anställning som flöjtist vid Kungliga Hovkapellet den 1 juli 1846.